# Serge Damseaux
Serge Damseaux, né le 26 juillet 1952, est un pilote de rallyes sud-africain.

## Biographie
Il a remporté son rallye national (le Rallye Zoulou d'Afrique du Sud, également comptabilisé en ARC) à 8 reprises, en 1991, 1992, 1995, 1999, 2000, 2003, 2004, et 2005, le rallye du Zimbabwe en 1996, et celui de Namibie en 2000.
Il détient le record du nombre de victoires en championnat (74), devant Sarel van der Merwe (66).
(nb: S. van der Merwe détient quant à lui le record du nombre de titres acquis en championnat national (11), devant Damseaux (10, en 1989, 1992, 1993, 1994, 1995, 1996, 1998, 2000, 2003, 2004)